# QB64
QB64 (från början QB32) är en BASIC-kompilator för Microsoft Windows och Linux, kompatibel med Microsoft QBasic och QuickBASIC. 